# Мечеть Хазрет-Султан
Мечеть Хазрет-Султан (каз. Әзірет Сұлтан мешіті) ― соборна мечеть Астани, друга за величиною мечеть Казахстану.

## Історія
Будівництво мечеті Хазрат-Султан розпочалося в червні 2009. Через пожежу в мечеті 15 січня 2012 будівництво мечеті, яка мала відкритись навесні, було відкладено. Нурсултан Назарбаєв на нараді, присвяченій розвитку Астани, доручив будівельній компанії, яка будує Мечеть Хазрет-Султан, завершити будівництво 6 липня. 6 липня 2012 року було відкриття Мечеті Хазрет-Султан. У церемонії відкриття взяв участь президент Нурсултан Назарбаєв. 

## Опис
Хазрет-Султан складається з трьох поверхів. На кожному поверсі є храмові зали, кімнати для обмивань, зали для читання Корану та уроки читання, їдальня. У мечеті є молитовний зал на 4 тисячі людей, центр громадської служби, молитовний зал на 1000 жінок.  Також є спеціальна весільна кімната та додаткові засоби, такі як бібліотека. Передні стіни мечеті прикрашені природними каменями, тоді як залізобетонні куполи покриті металом.  Проєкт Шефіка Іскендероглу. Будівельні матеріали були доставлені з 11 країн. Також використовувались вітчизняні товари.
Проєкт розроблений як поєднання класичного ісламського стилю та традиційного казахського орнаменту та декоративних елементів.